# Mecyna fuscimaculalis
Mecyna fuscimaculalis là một loài bướm đêm trong họ Crambidae.